# Salaparuta
Salaparuta è un comune italiano di 1 569 abitanti del libero consorzio comunale di Trapani in Sicilia.

## Geografia fisica

### Territorio
Situato nella valle del fiume Belice, è posizionato su una collina a 385 metri sopra il livello del mare.
Dista 66 km da Trapani, 113 km da Agrigento, 305 km da Catania, 183 km da Caltanissetta, 249 km da Ragusa, 224 km da Enna, 325 km da Messina, 60 km da Palermo, 330 km da Siracusa.

## Storia
Il paese fu colpito, nel 1968, da un violento terremoto che colpì l'intera valle del Belice, distruggendo la città. Restano i ruderi che testimoniano la vita prima del 1968; il nuovo centro abitato fu ricostruito a pochi chilometri di distanza dal centro originario a partire dagli anni settanta.

### Simboli
Lo stemma è stato concesso con regio decreto del 25 ottobre 1928.
Il gonfalone, concesso con R.D. del 23 febbraio 1931, è un drappo di azzurro.

## Società

### Evoluzione demografica
Abitanti censiti

## Economia
L'attività principale è rappresentata dall'agricoltura. Infatti il territorio di Salaparuta è cosparso di vigneti che rappresentano una delle principali fonti di reddito del comune; il vino prodotto nel comune ha ricevuto il riconoscimento Salaparuta DOC l'8 febbraio 2006. Diverse sono le cantine sociali e private presenti nel suo territorio, dove si produce un vino di alta qualità.
Oltre alla filiera vitivinicola, l'olivicultura e i campi di seminato sono ben rappresentati.

## Amministrazione
Di seguito è presentata una tabella relativa alle amministrazioni che si sono succedute in questo comune.
| Periodo          | Periodo          | Primo cittadino         | Partito              | Carica              | Note  |
| ---------------- | ---------------- | ----------------------- | -------------------- | ------------------- | ----- |
| 29 maggio 1985   | 23 maggio 1990   | Francesco Di Giovanna   | Democrazia Cristiana | Sindaco             | [ 6 ] |
| 23 maggio 1990   | 10 febbraio 1994 | Rosario Drago           | Democrazia Cristiana | Sindaco             | [ 6 ] |
| 14 giugno 1994   | 25 maggio 1998   | Salvatore Castronovo    | lista civica         | Sindaco             | [ 6 ] |
| 25 maggio 1998   | 13 aprile 1999   | Giuseppe La Rocca       | lista civica         | Sindaco             | [ 6 ] |
| 11 maggio 1999   | 29 novembre 1999 | Antonino Emmola         |                      | Comm. straordinario | [ 6 ] |
| 30 novembre 1999 | 14 giugno 2004   | Michele Antonino Saitta | lista civica         | Sindaco             | [ 6 ] |
| 14 giugno 2004   | 8 giugno 2009    | Rosario Drago           | centro-destra        | Sindaco             | [ 6 ] |
| 8 giugno 2009    | 27 maggio 2014   | Rosario Drago           | centro-destra        | Sindaco             | [ 6 ] |
| 27 maggio 2014   | 28 aprile 2019   | Michele Antonino Saitta | Lista civica         | Sindaco             | [ 6 ] |